# Каргалинський сільський округ (Отирарський район)
Каргали́нський сільський округ (каз. Қарғалы ауылдық округі, рос. Каргалинский сельский округ) — адміністративна одиниця у складі Отирарського району Туркестанської області Казахстану. Адміністративний центр — село Каргали.
Населення — 2149 осіб (2021; 2287 у 2009, 2307 у 1999, 2288 у 1989).
Станом на 1989 рік села 30 літ Казахстану та Отрар перебували у складі Отрарської сільської ради.

## Склад
До складу округу входять такі населені пункти:
| Населений пункт | Колишні назви     | Населення, осіб (1989) | Населення, осіб (1999) | Населення, осіб (2009) | Населення, осіб (2021) |
| --------------- | ----------------- | ---------------------- | ---------------------- | ---------------------- | ---------------------- |
| Каргали, село   | 30 літ Казахстану | 915                    | 941                    | 933                    | 653                    |
| Отрар, село     | -                 | 1373                   | 1366                   | 1354                   | 1496                   |